# ادوبی دیستیلر
ادوب دیستیلر (به انگلیسی: Adobe Distiller) یک برنامه کامپیوتری برای تبدیل اسناد با فرمت‌های پست‌اسکریپت به پی‌دی‌اف است که به دست شرکت ادوب گسترش یافته است. همچنین این برنامه اولین بار در سال ۱۹۹۳ به عنوان زیربرنامه‌ای در ادوبی آکروبات استفاده شد. آکروبات ۴، در سال ۱۹۹۹ فایل‌های پیکربندی اولیه آن را به دیستیلر اضافه کرد، و آکروبات ۵ در سال ۲۰۰۱ مدیریت رنگ‌ها را در آن بهبود بخشید. سپس دیستیلر به عنوان یک درایور پرینتر، تبدیل به برنامه ای جدا شد که خروجی اش فایل پی‌دی‌اف بود؛ که ظاهر چاپ شدهٔ اسناد را از برنامه‌های دیگر حفظ می‌کرد.
محصول دیگری از شرکت ادوب، ادوب دیستیلر سرور، در سال ۲۰۰۰ ارائه شد و قابلیت تبدیل فایل‌های پرحجم پست‌اسکریپت به پی‌دی‌اف را از طریق ساختار کلاینت-سرور را به برنامه اضافه کرد.
در سال ۲۰۱۳ هم این برنامه خود را از ادوب لایو سایکل (Adobe LiveCycle) به عنوان پی‌دی‌اف ساز جدا کرد.